# GeoCities

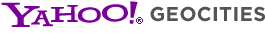

GeoCities — служба безкоштовного вебхостинга, створена в 1994 році. 28 січня 1999 року викуплена «Yahoo!». Сервіс закрито 2009-го року (японська версія — 31 березня 2019 року).

## Історія
У 2009 році Yahoo! припинила реєстрацію нових сайтів, 26 жовтня 2009 року сайт був закритий. Зміст сервісу оцінюється в 10 терабайт.
Після закриття сервісу в США і Канаді він залишився доступний в Японії.

## Етимологія
Назва служби GeoCities (geo — універсальний корінь для феноменів, згрупованих за географічним розташуванням, cities — англ. — міста) пов'язана з тим, що сайти користувачів було згруповано по «віртуальних містах», які було названо на основі реально існуючих міст.
Належність будь-якого сайту користувача до якого-небудь «віртуального міста» залежала від тематики цього сайта користувача.
Наприклад, будь-який сайт користувача, присвячений комп'ютерам, знаходився у «віртуальному місті» «Кремнієва долина» (англ. Silicon Valley); який-небудь сайт користувача, присвячений розвагам — у «віртуальному місті» Голлівуд; який-небудь сайт користувача, присвячений військовим технологіям, знаходився у «віртуальному місті» Пентагон; а який-небудь сайт користувача, присвячений культурі і мистецтву — у «віртуальному місті» Афіни.
У службі GeoCities існувало близько півсотні таких «віртуальних міст».

## Архіви сайтів
- Коли було оголошено про швидке закриття хостинга, Архів Інтернету відкрив сторінку «GeoCities Special Collection 2009», на якій можна було запросити архівацію будь-якого з безлічі сайтів, що зберігаються на GeoCities.
- Reocities — одне з неповних дзеркал GeoCities.
- Oocities [Архівовано 27 квітня 2022 у Wayback Machine.] — ще одне дзеркало GeoCities.
- Також архівацією GeoCities займається американський ентузіаст Джейсон Скотт[en]. Випущено .torrent-файл архіву.

#### Ресурси Інтернету
- Yahoo!® GeoCities [Архівовано 5 червня 2009 у Wayback Machine.](англ.)
- GeoCities Special Collection 2009(англ.)